# Altonaer Bicycle-Club von 1869/80
Der Altonaer Bicycle-Club von 1869/80 (ABC) ist einer der ältesten aktiven Radsportvereine der Welt.

## Geschichte
Der ABC wurde am 17. April 1869 unter dem Namen Eimsbüttler Velozipeden-Reit-Club in der damaligen Landgemeinde Eimsbüttel, die heute als Stadtteil zu Hamburg gehört, unter anderen von Harro Feddersen gegründet, der als erster Fahrradhändler Deutschlands gilt.
1881, als Hochräder bereits modern waren, änderte der Verein seinen Namen in Altonaer Bicycle-Club. Zunächst wurde ausschließlich das öffentliche Fahren und das Kunstradfahren betrieben. Später kamen weitere Disziplinen wie Bahnradsport, Straßenrennen, Radpolo und Radball hinzu.
Eine besondere Stellung nahmen die Radfahrfeste des ABC ein, die häufig karitativen Zwecken dienten, aber auch gesellschaftliche Großereignisse des Bürgertums darstellten. Akzente setzte der Verein vor allem im Radwandern. Durch seinen Ersten Vorsitzenden Gregers Nissen, der sich als Radsportfunktionär und deutscher Fahrradpionier unter anderem für Radwege einsetzte, wurde der ABC vorübergehend überregional sehr bekannt.
In den 1980er Jahren ehrte der damalige Bundespräsident Karl Carstens den Verein für seine besonderen Verdienste im Radsport. Da es nicht genug Nachwuchs für das Radballspiel gab, gingen die Mitgliederzahlen seit den 1990er Jahren stark zurück. 2001 wurde der ABC vorläufig aus dem Hamburger Vereinsregister gelöscht, nachdem er seine Gemeinnützigkeit seit 1996 nicht mehr nachweisen konnte.
Im August 2013 wurde der ABC erneut ins Vereinsregister aufgenommen. Heute setzt der Verein sportliche Akzente im Rennradfahren und engagiert sich besonders aktiv für die Sozial- und Kulturgeschichte des Fahrrades und des Radsports.